# ساموئل مایکل
ساموئل مایکل (انگلیسی: Samuel Michel؛ زادهٔ ۱۱ فوریهٔ ۱۹۷۱) بازیکن فوتبال اهل فرانسه است.
از باشگاه‌هایی که در آن بازی کرده‌است می‌توان به باشگاه فوتبال رن، باشگاه فوتبال کان، باشگاه فوتبال سوشو، باشگاه فوتبال گنگام، و باشگاه فوتبال ستاره سرخ اشاره کرد.
وی همچنین در تیم ملی فوتبال فرانسه بازی کرده‌است.